# فرودگاه کتومبلا
فرودگاه کتومبلا (به انگلیسی: Catumbela Airport) یک فرودگاه همگانی با کد یاتا CBT است . این فرودگاه در کشور آنگولا قرار دارد .

## شرکت‌های هواپیمایی و مقصدهای پروازی
| شرکت‌های هواپیمایی   | مقصدهای پروازی                                                 |
| ------------------- | -------------------------------------------------------------- |
| SonAir              | کواترو دو فرویرو                                               |
| تاگ آنگولا ایرلاینز | کواترو دو فرویرو، لوبانگو، اوندیوا پریرا، ویندهوک هوسیا کوتاکو |